# Tomáš Ujfaluši
Tomáš Ujfaluši, född den 24 mars 1978, är en tjeckisk före detta fotbollsspelare (back). Han spelade tidigare för SK Sigma Olomouc, Hamburger SV, Fiorentina, Club Atlético de Madrid och Galatasaray SK. Han debuterade i det tjeckiska landslaget 2001 och gjorde totalt 78 landskamper.